# Nanxia
Nanxia (kinesiska: 南霞) är en socken i sydöstra Kina. Den ligger i stadsdistriktet Shaxian i staden Sanming i provinsen Fujian, omkring 140 kilometer väster om provinshuvudstaden Fuzhou. Antalet invånare är 6 600. Befolkningen består av 3 125 kvinnor och 3 475 män. Barn under 15 år utgör 22,0 %, vuxna 15-64 år 63 %, och äldre över 65 år 14,0 %.